# Hellberg (Untereichsfeld)
Der Hellberg ist ein 252,6 m ü. NHN hoher Berg im Untereichsfeld in Südniedersachsen, (Deutschland).
Der Hellberg befindet sich zwischen den Orten Rollshausen an der Hahle und Rüdershausen an der Rhume etwa sechs Kilometer nördlich von Duderstadt.
Der überwiegend bewaldete Berg gehört zur Hügellandschaft der Hellberge innerhalb des Eichsfelder Beckens und zum Landschaftsschutzgebiet Untereichsfeld.
Zum Berggebiet gehören im Nordosten der Dicksberg (231 m) und im Südosten der Große Hennenberg (249 m). Der Berg ist nur zu Fuß über zahlreiche Wanderwege zu erreichen. Auf dem Gipfel steht die sogenannte Tillyeiche, ein ungefähr 300 Jahre alter Baum, der durch eine Neuanpflanzung ergänzt wurde.